# Mesotus
Mesotus là một chi rêu trong họ Dicranaceae.